# Nova Subocka
Nova Subocka es una localidad de Croacia en el ejido de la ciudad de Novska, condado de Sisak-Moslavina.

## Geografía
Se encuentra a una altitud de 113 m s. n. m., a 102 km de la capital nacional, Zagreb.

## Demografía
En el censo 2021, el total de población de la localidad fue de 574 habitantes.
| Gráfica de población de Nova Subocka 1857-2011                      |
|                                                                     |
| Según los censos de población de la oficina estadística de Croacia. |

Nota: Los datos de Nova Subocka corresponden a 1890 y desde 1910 en adelante. Los de 1857 a 1880 y 1900 corresponden al antiguo pueblo de Subocka, datos incluidos en Stara Subocka.